# Momotaró

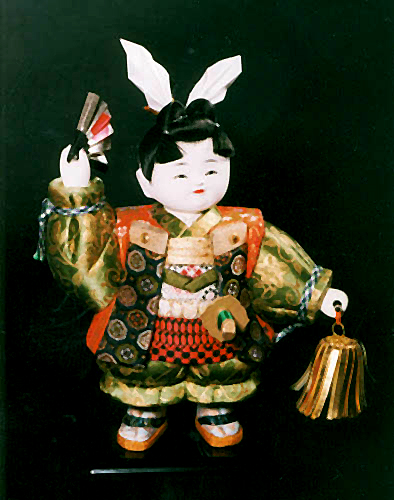
Momotaro porcelán baba

Momotaró (japán írással 桃太郎, Hepburn-átírással Momotarō, másként Momotarou, szó szerinti értelemben am. „barackfiú”) a japán folklór népszerű hőse. A neve szó szerint azt jelenti, hogy Barack Taro, ami egy gyakori fiú név, amit gyakran fordítanak Barackfiúnak. „Momotaró” a címe különböző könyveknek és filmeknek, melyek bemutatják a fiú történetét.

## Története
A történet jelenlegi formája ellenére (mely az Edo-korban jött létre), Momotaró egy hatalmas őszibarackban jött a Földre, ami egy folyón áramlott lefelé a sodrással, azonban egy idősödő, gyermektelen nő megtalálta, miközben a ruháit mosta. Az asszony és a férje csak akkor fedezték fel a barackban lévő gyermeket, mikor próbálták kinyitni, hogy megehessék. A fiú elmagyarázta nekik, hogy a mennyből küldték, hogy a fiuk legyen. A pár Momotarónak nevezte el, ami a momo (barack) és taro (a legidősebb fiú gyermek) kifejezésből ered.
Pár évvel később, Momotaró elhagyta a szüleit, hogy felvegye a harcot a fosztogató oni-k (démonok vagy ogrék) egy csoportjával egy távoli szigeten. Útközben Momotaró találkozott és össze is barátkozott egy beszélő kutyával, majommal és fácánnal, akik egyetértettek abban, hogy vele tartanak és segítenek a keresésben. A szigeten Momotaró és állatbarátai behatoltak a démonok erődjébe és addig harcoltak velük, míg azok meg nem adták magukat. Momotaró és új barátai a démonoktól szerzett kincsekkel és a démonok foglyul ejtett vezérével tértek haza. Onnantól kezdve Momotaró boldogan élt tovább családjával.
Momotarót sokszor azonosítják Okajamával, és története lehetséges, hogy valóban onnan eredeztethető. A démonsziget (Onigasima (鬼ヶ島)) történetét, néha a Megidzsima-szigethez kötik, mely a Szeto-beltengernek egyik szigete, közel Takamacuhoz.

### Más verziók
A történet egy nagyon régi változata szerint, ami 1753-ban látott napvilágot, egy idős nő, akinek nem voltak gyermekei, egy óriási barackot vitt haza, amely a folyamban úszott. Amikor az öreg hölgy evett egy darabkát a barackból, váratlanul visszakapta fiatalságát és szépségét. A férje meglepődött, mikor a munkából hazaérve egy gyönyörű, fiatal nőt talált otthon. Nem hitt feleségének, mikor elmagyarázta neki, hogy a mágikus barack visszaállította fiatalságát. Így a férj is evett egy darabot a barackból és ő is visszafiatalodott. Aznap éjjel megfogant fiuk, akit Tarónak neveztek el. Ezt a nevet gyakran adják az elsőszülött fiúnak Japánban.
Más változatok is születtek, a városok földrajzi elhelyezkedésétől függően. Néhányan úgy tartják, hogy Momotaró egy dobozban sodródott, egy fehér barackban, vagy egy vörös barackban. A Sikoku és Csúgoku régiókban született történetekben a határokat összemossák más történetek karaktereivel, mint a Majom és a rák csatája, mely szerint Momotaró szövetségesként magával viszi őket az Ördögök szigetére, név szerint egy méhet (蜂 hacsi), egy rákot (蟹 kani), egy malomkövet (臼 uszu), egy gesztenyét (栗 kuri), és tehéntrágyát (牛の糞 usi no hun). A régi időkben, ezekről az állatokról és tárgyakról azt hitték, hogy a szellemek megszállják és saját akaratukból cselekszenek. A tehén trágya néha a megtisztelő dono (殿) megszólítást kapta. Mindez azért volt szükséges, hogy a tehén trágyában lakozó lelket, hogy az ne menjen a lábuk alá, mikor tesznek egy lépést vagy megbotlanak.
Különböző változatok vannak Momotaró növekedési folyamatára is: az egyik szerint azért született, hogy megfeleljen az idős házaspár elvárásainak és jó fiuk legyen. Egy másik szerint erős férfivá érett, de lusta volt és az alváson kívül nem csinált semmi mást. Az is lehetséges, hogy Momotaró története csak egy lecke, amit a fiúgyerekeknek mondanak el tanmeseként. Napjainkban, Momotaró az egyik leghíresebb karakter Japánban, mely ideális példát mutat a gyerekeknek a jószívűségről, bátorságról, erőről és a szüleik felé irányuló tiszteletről.
Miután Momotaró felnő, útra kel, hogy elpusztítsa a démonokat (oni), amikor tudomást szerez az Onigasima (szellem sziget) démonjairól. Egyes történetek szerint Momotaró önként vállalta, hogy a démonokat elpusztítva segít az embereknek, más történetek szerint viszont a városiak kényszerítették rá, hogy elűzze a démonokat. A különböző változatok ellenére, a történet vége ugyanaz. Momotaró az összes történet szerint legyőzi az Oni-kat és boldogan él az idős párral, míg meg nem hal. Ez egy tipikus történet arra, hogy a jó győzedelmeskedik a gonosz felett, ami az ázsiai folklórban található leggyakoribb témák egyike.

## Angol fordítások

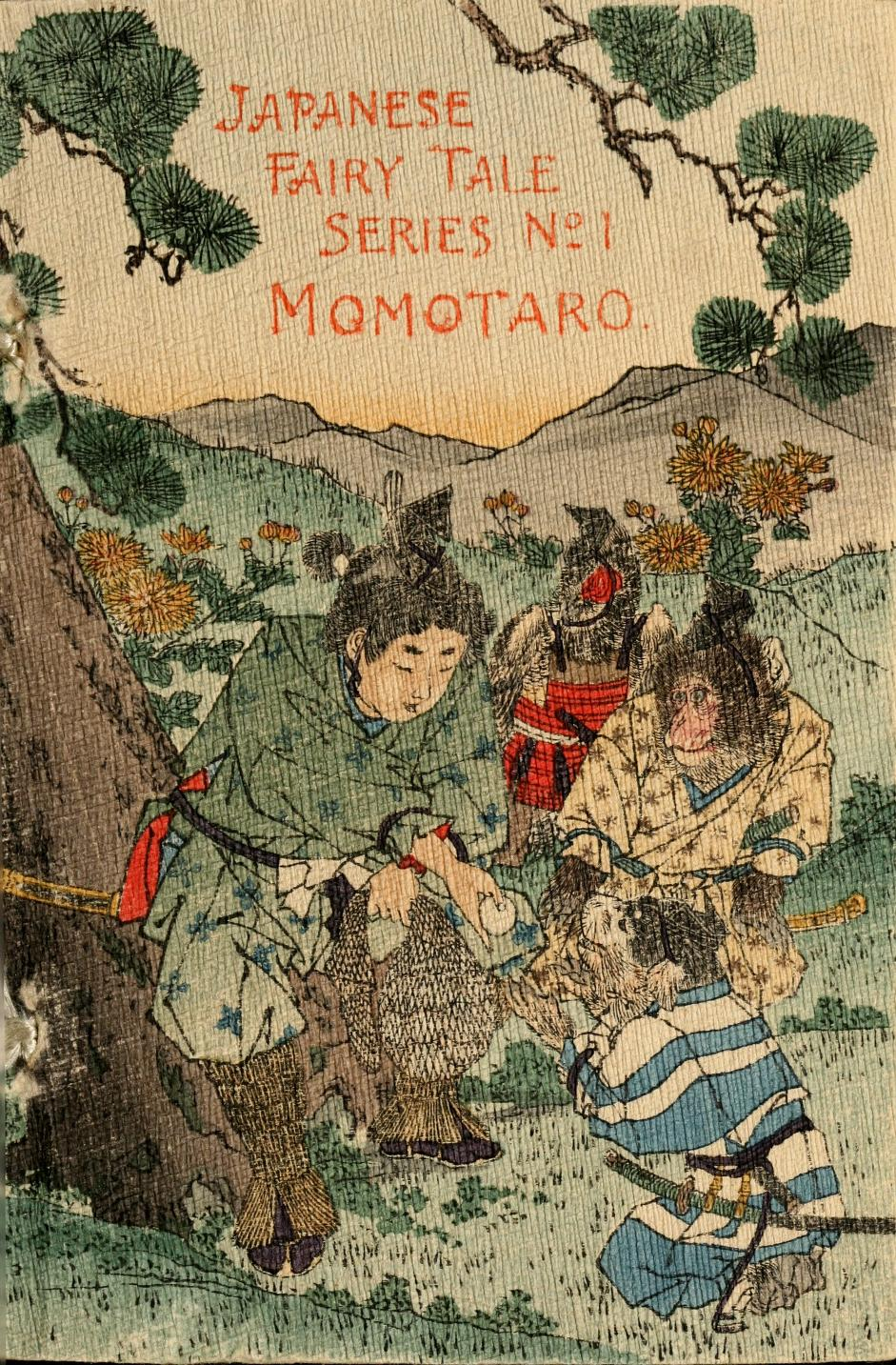
A Haszegava Takedzsiro által publikált angol Momotaró, 1885

A történetet rengetegszer fordították le angolra. 1885-ben David Thomson tiszteletes fordította le Haszegava Takedzsiro első fejezetként a „Japán tündérmesék” sorozatában. Susan Ballard is írt róla a „Tündérmesék a távoli Japánból” című művében (1899). Yei Theodora Ozaki „Japán tündérmesék” (1911) című alkotásában is szerepel.

## Momotaró-fesztivál
Minden évben május 5-én rendezik meg a Momotaró-fesztivált az inujamai Momotaró-szentélyben.

## Momotaró dala
Egy népszerű gyerekdal is Momotaróról szól, melynek címe Momotaró-szan no uta (Momotaró dala). A dal 1911-ben jelent meg. 
| Magyarul                                    | Japánul                    | Hepburn-átírásban              |
| ------------------------------------------- | -------------------------- | ------------------------------ |
| Momotaró dala                               | 桃太郎さんの歌             | Momotarō-san no uta            |
| Momotaró, Momotaró                          | 桃太郎さん、桃太郎さん     | Momotarō-san, Momotarō-san     |
| Azokból a köles gombócokból a derekadon     | お腰につけたきびだんご     | Okoshi ni tsuketa kibidango    |
| Nem adsz nekem is egyet?                    | 一つ私に下さいな！         | Hitotsu watashi ni kudasai na? |
| Adok neked, adok neked                      | あげましょう、あげましょう | Agemashō, agemashō             |
| Mostantól küldetésen vagyunk az ogrék ellen | これから鬼の征伐に         | Kore kara oni no seibatsu ni   |
| Ha velem jössz, neked adok egyet.           | ついてくるならあげましょう | Tsuite kuru nara agemashō      |

## A II. világháború alatt
Momotaró nagyon népszerű alak volt Japánban a II. világháború idején. Sok háborús filmben és rajzfilmben tűnt fel. Momotaró képviselte a japán kormányt, a polgárok voltak az állatok és az Amerikai Egyesült Államok volt az oni, a démoni alak. Bár nem mondják ki szó szerint, burkoltan Onigasima volt Pearl Harbor. Ezt használták azon gondolat közvetítésére, mely szerint Japán csak akkor győzedelmeskedhet a gonosz, mégis erős Egyesült Államok felett, ha a polgárok támogatják a kormányt. Továbbá az élelmiszert és kincseket, amiket Momotaró szerzett az állatokkal miután legyőzte az oni-kat tükrözte volna a dicsőséget, hogy Japán erős birodalom lett volna, ha legyőzi az Egyesült Államokat. Ilyen film volt Momotaró isteni harcosai.

## Magyarul
- Momotaró, a barackfiú; szerk., előszó Vihar Judit, ford. Bodor Erzsi et al.; Alfabéta, Bp., 2001

## Média
Momotaró-zamurai volt az alapja sok dzsidaigeki filmnek és tv-sorozatnak.
- 1982, a japán varázslatos-lány anime sorozat, a Mágikus hercegnő Minky Momo neve és társa utalt Momotaróra.
- 1985, a japán manga, szakigake!!Otokodzsuku főszereplőjének neve Momotaró Curugi[剣　桃太郎]
- 1987, a japán szerepjátékos videójáték sorozat, a Momotaró Denszecu főszereplőjét is Momotarónak hívták
- 1988, Super Mario Momotaró az első az Amada Anime sorozatból
- 2003, a japán animében, a Hello Kitty-ben, Momotaró Kitty és a barátai újraalkotják Momotaró történetét
- 2007, a japán tokuszacu show Kamen Rider Den-O egy képzelt karaktert kreált, melyek nevei Momotaró, amik úgy néznek ki, mint a barackok és oni-k
- 2010, a Kaicsó ha Maid szama-ban jelenik meg lányként
- 2014, Momotaró és állati csapata feltűnik a japán animében, a Hózuki no Reitecu-ban

## Lásd még
- Kintaro

## Fordítás
- Ez a szócikk részben vagy egészben  a   Momotarō című angol Wikipédia-szócikk fordításán alapul.  Az eredeti cikk szerkesztőit annak laptörténete sorolja fel. Ez a jelzés csupán a megfogalmazás eredetét és a szerzői jogokat jelzi, nem szolgál a cikkben szereplő információk forrásmegjelöléseként.